# Mistrzostwa świata w lacrosse mężczyzn
Mistrzostwa świata w lacrosse mężczyzn (ang. World Lacrosse Championship) – międzynarodowy turniej lacrosse organizowany przez Międzynarodową Federację Lacrosse (FIL) (do sierpnia 2008 przez Międzynarodowe Stowarzyszenie Lacrosse) dla męskich reprezentacji narodowych. Pierwsze mistrzostwa odbyły się w maju 1967 roku w kanadyjskim Toronto i uczestniczyły w nim 4 męskie drużyny. Rozgrywki odbywają się regularnie od 1974 co cztery lata. Najwięcej tytułów mistrzowskich zdobyła reprezentacja Stanów Zjednoczonych.

## Wyniki
| Rok                                    | Organizator                   | T  |           | Finał             | Finał           | Finał             |       | Mecz o 3 miejsce | Mecz o 3 miejsce | Mecz o 3 miejsce |  | Uwagi     |
| Rok                                    | Organizator                   | T  | Zwycięzca | Wynik             | Finalista       | III miejsce       | Wynik | IV miejsce       |                  |                  |  | Uwagi     |
| Mistrzostwa świata w lacrosse mężczyzn |                               |    |           |                   |                 |                   |       |                  |                  |                  |  |           |
| 1967                                   | Toronto (Kanada)              | 1  |           | Stany Zjednoczone | (system ligowy) | Australia         |       | Kanada           | (system ligowy)  | Anglia           |  | 4 drużyny |
| 1974                                   | Melbourne (Australia)         | 2  |           | Stany Zjednoczone | (system ligowy) | Anglia            |       | Kanada           | (system ligowy)  | Australia        |  | 4 drużyny |
| 1978                                   | Stockport (Anglia)            | 1  |           | Kanada            | 17–16 (dogr.)   | Stany Zjednoczone |       | Australia        | 19–9             | Anglia           |  | 4 drużyny |
| 1982                                   | Baltimore (Stany Zjednoczone) | 3  |           | Stany Zjednoczone | 22–14           | Australia         |       | Kanada           | (system ligowy)  | Anglia           |  | 4 drużyny |
| 1986                                   | Toronto (Kanada)              | 4  |           | Stany Zjednoczone | 18–9            | Kanada            |       | Australia        | 22–6             | Anglia           |  | 4 drużyny |
| 1990                                   | Perth (Australia)             | 5  |           | Stany Zjednoczone | 19–15           | Kanada            |       | Australia        | 16–6             | Anglia           |  | 5 drużyn  |
| 1994                                   | Bury (Anglia)                 | 6  |           | Stany Zjednoczone | 21–7            | Australia         |       | Kanada           | 25–10            | Anglia           |  | 6 drużyn  |
| 1998                                   | Baltimore (Stany Zjednoczone) | 7  |           | Stany Zjednoczone | 15–14 (dogr.)   | Kanada            |       | Australia        | 17–5             | Liga Irokezów    |  | 11 drużyn |
| 2002                                   | Perth (Australia)             | 8  |           | Stany Zjednoczone | 18–15           | Kanada            |       | Australia        | 12–11            | Liga Irokezów    |  | 16 drużyn |
| 2006                                   | London (Kanada)               | 2  |           | Kanada            | 15–10           | Stany Zjednoczone |       | Australia        | 21–8             | Liga Irokezów    |  | 21 drużyn |
| 2010                                   | Manchester (Anglia)           | 9  |           | Stany Zjednoczone | 12–10           | Kanada            |       | Australia        | 16–9             | Japonia          |  | 29 drużyn |
| 2014                                   | Denver (Stany Zjednoczone)    | 3  |           | Kanada            | 8–5             | Stany Zjednoczone |       | Liga Irokezów    | 16–5             | Australia        |  | 38 drużyn |
| 2018                                   | Netanja (Izrael)              | 10 |           | Stany Zjednoczone | 9-8             | Kanada            |       | Liga Irokezów    | 14–12            | Australia        |  | 46 drużyn |
| 2023                                   | San Diego (Stany Zjednoczone) | 11 |           | Stany Zjednoczone | 10-7            | Kanada            |       | Liga Irokezów    | 11-6             | Australia        |  | 30 drużyn |

## Klasyfikacja medalowa
W dotychczasowej historii Mistrzostw świata na podium oficjalnie stawało w sumie 5 drużyn. Liderem klasyfikacji są Stany Zjednoczone, które zdobyły złote medale mistrzostw 11 razy.
Stan czerwiec 2024
| Lp. | Reprezentacja | Miejsca na podium | Miejsca na podium | Miejsca na podium | Zwycięskie sezony |   |   |                                                                 |
| --- | ------------- | ----------------- | ----------------- | ----------------- | ----------------- | - | - | --------------------------------------------------------------- |
| Lp. | Reprezentacja | 1.                | Stany Zjednoczone | 11                | Zwycięskie sezony | 3 | 0 | 1967, 1974, 1982, 1986, 1990, 1994, 1998, 2002, 2010, 2018,2023 |
| 2.  | Kanada        | 3                 | 7                 | 4                 | 1978, 2006, 2014  |   |   |                                                                 |
| 3.  | Australia     | 0                 | 3                 | 7                 |                   |   |   |                                                                 |
| 4.  | Anglia        | 0                 | 1                 | 0                 |                   |   |   |                                                                 |
| 5.  | Liga Irokezów | 0                 | 0                 | 3                 |                   |   |   |                                                                 |